# Abdelaziz Sahere
Abdelaziz Sahère (né le 01 janvier 1967) est un athlète marocain, spécialiste des courses de demi-fond.

## Biographie
Deuxième de l'épreuve du 3 000 m steeple, derrière l'Algérien Azzedine Brahmi, lors des Championnats d'Afrique 1988, à Annaba, il s'impose sur cette même distance lors de l'édition 1990, au Caire, dans le temps de 8 min 33 s 58, et obtient par ailleurs la médaille d'argent au titre du 1 500 m, devancé par le Kényan Moses Kiptanui. Sixième des Championnats du monde 1991, à Tokyo, il remporte en 1993 le titre du 3 000 m steeple des Jeux méditerranéens.

### Palmarès
| Date | Compétition                            | Lieu                 | Résultat | Épreuve                |
| ---- | -------------------------------------- | -------------------- | -------- | ---------------------- |
| 1988 | Championnats d'Afrique                 | Annaba               | 2e       | 3 000 m steeple        |
| 1990 | Championnats d'Afrique                 | Le Caire             | 2e       | 1500 m                 |
| 1990 | Championnats d'Afrique                 | Le Caire             | 1er      | 3 000 m steeple        |
| 1991 | Championnats du monde en salle         | Séville              | 8e       | 1 500 m                |
| 1991 | Jeux méditerranéens                    | Athènes              | 3e       | 3 000 m steeple        |
| 1991 | Championnats du monde                  | Tokyo                | 6e       | 3 000 m steeple        |
| 1991 | Finale du Grand Prix                   | Barcelone            | 1er      | 3 000 m steeple        |
| 1993 | Jeux méditerranéens                    | Languedoc-Roussillon | 1er      | 3 000 m steeple        |
| 1993 | Championnats du monde                  | Stuttgart            | 13e      | 3 000 m steeple        |
| 1995 | Championnats du monde de cross-country | Durham               | 2e       | Cross long par équipes |

### Records
| Épreuve         | Performance   | Lieu | Date        |
| --------------- | ------------- | ---- | ----------- |
| 3 000 m steeple | 8 min 09 s 02 | Rome | 8 juin 1995 |